# عاصمة الثقافة الأوروبية

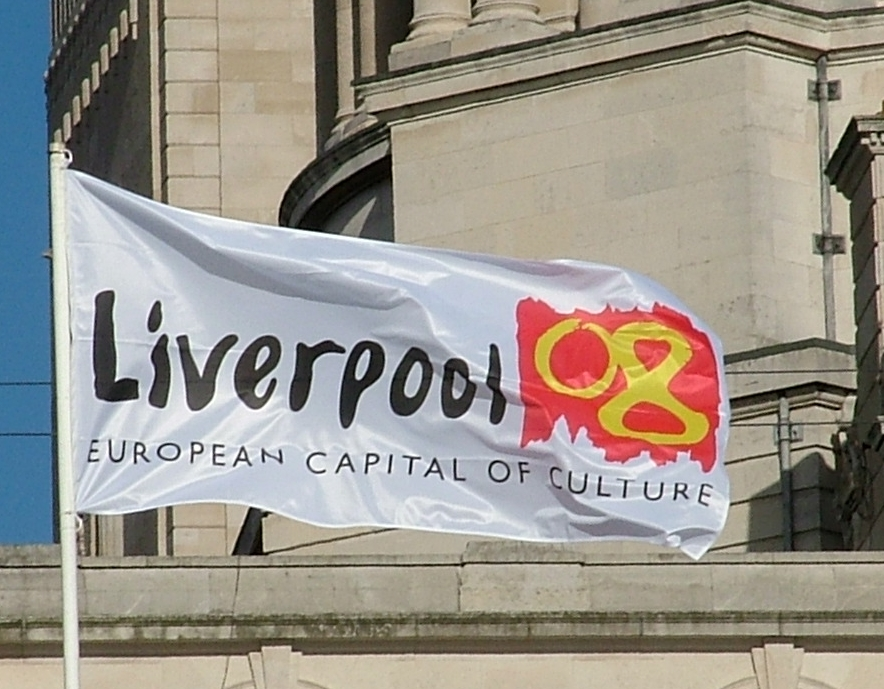
شعار مدينة ليفربول كعاصمة للثقافة الأوروبية يرفف على أحد الأعلام

عواصم الثقافة الأوروبية، هي إحدى المبادرات الثقافية التي قام بها الاتحاد الأوروبي لاختيار مدينة أوروبية لمدة عام واحد لعرض الحياة الثقافية بها ومدى التنمية الثقافية. ويتم اختيار المدينة لتكون العاصمة الثقافية بعد منافسة تشمل تقديم مشروع متكامل مع موازنة جاهزة وتختار وفق الأهمية الثقافية المقدمة بغض النظر إن كانت المدينة الفائزة هي العاصمة أم لا. قد يكون اختيار مدينة ما كعاصمة للثقافة الأوروبية فرصة للمدينة لتحصل على فوائد ثقافية واجتماعية واقتصادية كبيرة ويمكن أن يساعد ذلك في تعزيز التجديد الحضري وتغيير صورة المدينة ورفع مستوى ظهورها ومكانتها على نطاق دولي.
في عام 1985 ، اقترحت ميلينا ميركوري وزيرة الثقافة اليونانية ونظيرها الفرنسي جاك لانغ، فكرة اختيار عاصمة ثقافية سنوية لتقريب الأوروبيين من بعضهم البعض من خلال تسليط الضوء على تراث وتنوع الثقافات الأوروبية وزيادة الوعي بتاريخهم المشترك والقيم. حيث أن فكرة عواصم الثقافة الأوروبية ستزيد بشكل كبير من الفوائد الاجتماعية والاقتصادية، خاصةً عندما تكون الأحداث جزءًا لا يتجزأ من إستراتيجية التنمية طويلة الأجل القائمة على الثقافة للمدينة والمنطقة المحيطة بها.

## تاريخ

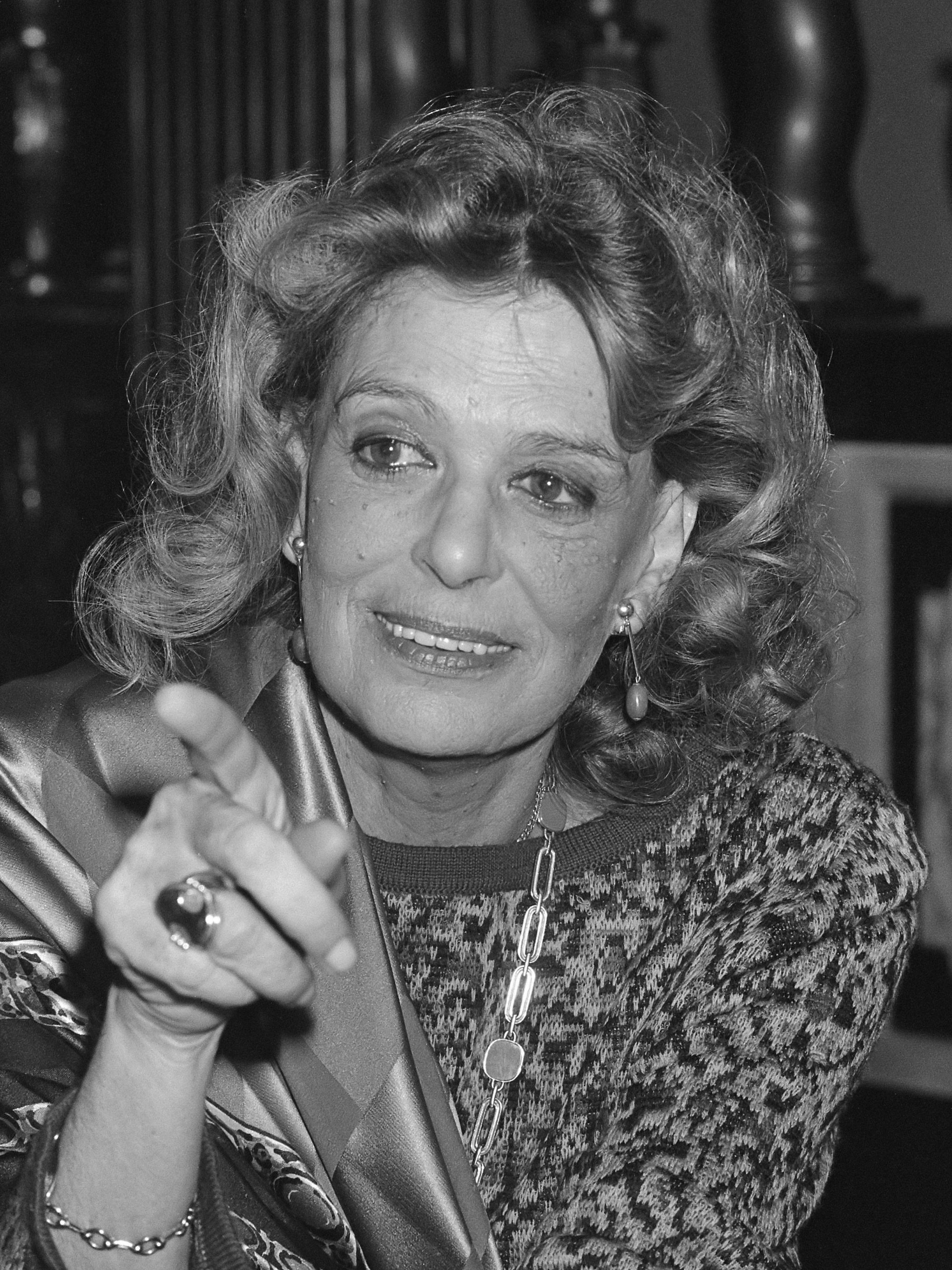
وزيرة الثقافة اليونانية ميلينا ميركوري مؤسسة مبادرة عاصمة الثقافة الأوروبية.

كانت عاصمة الثقافة الأوروبية في البدء تسمى مدينة الثقافة الأوروبية، تولدت الفكرة في عام 1983 من قبل ميلينا ميركوري، والتي كانت وزيرة الثقافة اليونانية. اعتقدت ميركوري في ذلك الوقت أن الثقافة لم تُعطَ نفس الاهتمام بأمور السياسة والاقتصاد، وأن المشروع يهدف لتعزيز الثقافات الأوروبية داخل دول الاتحاد. بدأ تنفيذ المبادرة في صيف 1985 وكانت أثينا هي أول حاملة لللقب. خلال الرئاسة الألمانية للعام 1999، تغير مسمى المشروع من مدينة الثقافة الأوروبية لعاصمة الثقافة الأوروبية.

## أُسس الاختيار
تتولى لجنة دولية من الخبراء الثقافيين مسؤولية تقييم مقترحات المدن للحصول على الترشيح وفقًا للمعايير المحددة من قبل الاتحاد الأوروبي. بالنسبة لعاصمتين من العواصم كل عام، الترشيح مفتوح للمدن في الدول الأعضاء في الاتحاد الأوروبي فقط. اعتبارًا من عام 2021 وكل ثلاث سنوات بعد ذلك، سيتم اختيار عاصمة ثالثة من مدن في البلدان المرشحة أو المرشحة المحتملة للعضوية، أو في البلدان التي تعد جزءًا من المنطقة الاقتصادية الأوروبية - مثل مدينة ستافنجر في النرويج، التي كانت عاصمة الثقافة الأوروبية في عام 2008.
أظهرت دراسة أجريت عام 2004 لصالح المفوضية الأوروبية والمعروفة باسم «تقرير بالمر»، أن اختيار عاصمة الثقافة الأوروبية كان بمثابة حافز للتطور الثقافي للمدينة. وبالتالي فإن التنمية الاجتماعية والاقتصادية المفيدة وتأثير المدينة المختارة على الثقافة يؤخذان في الاعتبار أيضًا عند تحديد المدن المختارة.

## استبعاد المملكة المتحدة
في نوفمبر عام 2017، تم استبعاد خمس مدن في المملكة المتحدة رُشحت لتكون عاصمة الثقافة الأوروبية لعام 2023 ، لأن المملكة المتحدة لم تعد عضوًا في الاتحاد الأوروبي (أنسحبت في 23 يونيو 2016).

## قائمة عواصم الثقافة الأوروبية
| السنة | #  | المدينة                       | البلد              | ملاحظة / الموقع الرسمي |
| ----- | -- | ----------------------------- | ------------------ | --- |
| 1985  |    | أثينا                         | اليونان            | |
| 1986  |    | فلورنسا                       | إيطاليا            | |
| 1987  |    | أمستردام                      | هولندا             | |
| 1988  |    | برلين الغربية                 | برلين الغربية      | |
| 1989  |    | باريس                         | فرنسا              | |
| 1990  |    | غلاسكو                        | المملكة المتحدة    | |
| 1991  |    | دبلن                          | جمهورية أيرلندا    | |
| 1992  |    | مدريد                         | إسبانيا            | |
| 1993  |    | أنتويرب                       | بلجيكا             | |
| 1994  |    | لشبونة                        | البرتغال           | |
| 1995  |    | لوكسمبورغ                     | لوكسمبورغ          | |
| 1996  |    | كوبنهاغن                      | الدنمارك           | |
| 1997  |    | سالونيك                       | اليونان            | |
| 1998  |    | ستوكهولم                      | السويد             | |
| 1999  |    | فايمار                        | المانيا            | |
| 2000  |    | أفينيون                       | فرنسا              | أطلق على عام 2000 اسم عام الألفية وتم الاحتفال به بطريقة خاصة من أجل التأكيد على التراث الدائم ومساهمة المدن الأوروبية في الثقافة والحضارة العالمية. وبسبب ذلك تم اختيار تسعة مواقع بما في ذلك مدينتان من الدول التي كانت ستنضم إلى الاتحاد الأوروبي في 1 مايو 2004. |
| 2000  |    | برغن                          | النرويج            | أطلق على عام 2000 اسم عام الألفية وتم الاحتفال به بطريقة خاصة من أجل التأكيد على التراث الدائم ومساهمة المدن الأوروبية في الثقافة والحضارة العالمية. وبسبب ذلك تم اختيار تسعة مواقع بما في ذلك مدينتان من الدول التي كانت ستنضم إلى الاتحاد الأوروبي في 1 مايو 2004. |
| 2000  |    | بولونيا                       | إيطاليا            | أطلق على عام 2000 اسم عام الألفية وتم الاحتفال به بطريقة خاصة من أجل التأكيد على التراث الدائم ومساهمة المدن الأوروبية في الثقافة والحضارة العالمية. وبسبب ذلك تم اختيار تسعة مواقع بما في ذلك مدينتان من الدول التي كانت ستنضم إلى الاتحاد الأوروبي في 1 مايو 2004. |
| 2000  |    | إقليم بروكسل العاصمة          | بلجيكا             | أطلق على عام 2000 اسم عام الألفية وتم الاحتفال به بطريقة خاصة من أجل التأكيد على التراث الدائم ومساهمة المدن الأوروبية في الثقافة والحضارة العالمية. وبسبب ذلك تم اختيار تسعة مواقع بما في ذلك مدينتان من الدول التي كانت ستنضم إلى الاتحاد الأوروبي في 1 مايو 2004. |
| 2000  |    | هلسنكي                        | فنلندا             | أطلق على عام 2000 اسم عام الألفية وتم الاحتفال به بطريقة خاصة من أجل التأكيد على التراث الدائم ومساهمة المدن الأوروبية في الثقافة والحضارة العالمية. وبسبب ذلك تم اختيار تسعة مواقع بما في ذلك مدينتان من الدول التي كانت ستنضم إلى الاتحاد الأوروبي في 1 مايو 2004. |
| 2000  |    | كراكوف                        | بولندا             | أطلق على عام 2000 اسم عام الألفية وتم الاحتفال به بطريقة خاصة من أجل التأكيد على التراث الدائم ومساهمة المدن الأوروبية في الثقافة والحضارة العالمية. وبسبب ذلك تم اختيار تسعة مواقع بما في ذلك مدينتان من الدول التي كانت ستنضم إلى الاتحاد الأوروبي في 1 مايو 2004. |
| 2000  |    | براغ                          | جمهورية التشيك     | أطلق على عام 2000 اسم عام الألفية وتم الاحتفال به بطريقة خاصة من أجل التأكيد على التراث الدائم ومساهمة المدن الأوروبية في الثقافة والحضارة العالمية. وبسبب ذلك تم اختيار تسعة مواقع بما في ذلك مدينتان من الدول التي كانت ستنضم إلى الاتحاد الأوروبي في 1 مايو 2004. |
| 2000  |    | ريكيافيك                      | آيسلندا            | أطلق على عام 2000 اسم عام الألفية وتم الاحتفال به بطريقة خاصة من أجل التأكيد على التراث الدائم ومساهمة المدن الأوروبية في الثقافة والحضارة العالمية. وبسبب ذلك تم اختيار تسعة مواقع بما في ذلك مدينتان من الدول التي كانت ستنضم إلى الاتحاد الأوروبي في 1 مايو 2004. |
| 2000  |    | سانتياغو دي كومبوستيلا        | إسبانيا            | أطلق على عام 2000 اسم عام الألفية وتم الاحتفال به بطريقة خاصة من أجل التأكيد على التراث الدائم ومساهمة المدن الأوروبية في الثقافة والحضارة العالمية. وبسبب ذلك تم اختيار تسعة مواقع بما في ذلك مدينتان من الدول التي كانت ستنضم إلى الاتحاد الأوروبي في 1 مايو 2004. |
| 2001  |    | روتردام                       | هولندا             | |
| 2001  |    | بورتو                         | البرتغال           | |
| 2002  |    | بروج                          | بلجيكا             | |
| 2002  |    | شلمنقة                        | إسبانيا            | |
| 2003  |    | غراتس                         | النمسا             | |
| 2004  |    | جنوة                          | إيطاليا            | |
| 2004  |    | ليل                           | فرنسا              | |
| 2005  |    | كورك                          | جمهورية أيرلندا    | |
| 2006  |    | باتراس                        | اليونان            | |
| 2007  |    | سيبيو                         | رومانيا            | |
| 2007  |    | لوكسمبورغ                     | لوكسمبورغ          | |
| 2008  |    | ليفربول                       | المملكة المتحدة    | |
| 2008  |    | ستافانغر                      | النرويج            | |
| 2009  |    | فيلنيوس                       | ليتوانيا           | |
| 2009  |    | لينتس                         | النمسا             | Linz 2009 |
| 2010  |    | إسن                           | المانيا            | representing the حوض الرور as Ruhr.2010 |
| 2010  |    | إسطنبول                       | تركيا              | |
| 2010  |    | بيتش                          | المجر              | |
| 2011  |    | توركو                         | فنلندا             | |
| 2011  |    | تالين                         | إستونيا            | |
| 2012  |    | غيمارايش                      | البرتغال           | |
| 2012  |    | ماريبور                       | سلوفينيا           | |
| 2013  |    | مارسيليا                      | فرنسا              | Marseille-Provence 2013 |
| 2013  |    | كوشيتسه                       | سلوفاكيا           | |
| 2014  |    | ريغا                          | لاتفيا             | Riga 2014 |
| 2014  |    | أوميو                         | السويد             | |
| 2015  |    | مونس                          | بلجيكا             | |
| 2015  |    | بلزن                          | جمهورية التشيك     | |
| 2016  |    | سان سيباستيان                 | إسبانيا            | San Sebastián 2016 |
| 2016  |    | فروتسواف                      | بولندا             | Wrocław 2016 |
| 2017  |    | آرهوس                         | الدنمارك           | Aarhus 2017 |
| 2017  |    | بافوس                         | قبرص               | Pafos 2017 نسخة محفوظة 23 سبتمبر 2020 على موقع واي باك مشين. |
| 2018  |    | ليوواردن                      | هولندا             | Leeuwarden-Fryslân 2018 |
| 2018  |    | فاليتا                        | مالطا              | Valletta 2018 |
| 2019  |    | ماتيرا                        | إيطاليا            | Matera 2019 |
| 2019  |    | بلوفديف                       | بلغاريا            | Plovdiv 2019 |
| 2020  |    | رييكا                         | كرواتيا            | Rijeka 2020 |
| 2020  |    | غالواي                        | جمهورية أيرلندا    | Galway 2020 |
| 2021  | 1  | نوفي ساد                      | صربيا              | Novi Sad 2021 |
| 2022  |    | كاوناس                        | ليتوانيا           | Kaunas 2022 |
| 2022  |    | إيش سوغ ألزيت                 | لوكسمبورغ          | Esch-sur-Alzette 2022 |
| 20231 |    | فيسبرم                        | المجر              | Veszprém 2023 |
| 20231 |    | تيميشوارا                     | رومانيا            | Timisoara 2023 (Coronavirus postponement) |
| 20231 |    | إلفسينا                       | اليونان            | Eleusis 2023 (Coronavirus postponement) |
| 2024  | 1  | تارتو                         | إستونيا            | Tartu 2024 |
| 2024  | 2  | باد إيستشل                    | النمسا             | Salzkammergut 2024 |
| 2024  | 32 | بادو                          | النرويج            | Bodø 2024 نسخة محفوظة 16 أبريل 2021 على موقع واي باك مشين. |
| 2025  |    | نوفا جوريتسا/غرتسية عرض مشترك | سلوفينيا · إيطاليا | GO! 2025 |
| 2025  |    | كيمنتس                        | ألمانيا            | Chemnitz 2025 |
| 2026  |    | ترنتشين                       | سلوفاكيا           | Trenčín 2026 |
| 2026  |    | أولو                          | فنلندا             | Oulu 2026 |
| 2027  |    | ليبايا                        | لاتفيا             | Liepāja 2027 |
| 2027  |    | يابرة                         | البرتغال           | Évora 2027 |
| 2028  | 1  | تشيسكي بوديوفيتسه             | جمهورية التشيك     | České Budějovice 2028 |
| 2028  | 2  | بورج                          | فرنسا              | Bourges 2028 |
| 2028  | 32 | إسكوبية                       | مقدونيا            | Skopje 2028 |
| 2029  |    | يعلن لاحقا                    | بولندا             | القائمة المختصرة: Bielsko-Biała, Katowice, Kołobrzeg, Lublin |
| 2029  |    | يعلن لاحقا                    | السويد             | الموعد النهائي لتقديم الطلبات: 2 يناير 2024 / المدن المرشحة المحتملة: Kiruna, Uppsala |
| 2030  | 1  | يعلن لاحقا                    | قبرص               | |
| 2030  | 2  | يعلن لاحقا                    | بلجيكا             | المدن المرشحة المحتملة: Brussels Leuven, لياج، كورتريك, Ghent |
| 2030  | 32 | ستحدد لاحقا                   | ستحدد لاحقا        | |
| 2031  |    | يعلن لاحقا                    | مالطا              | المدن المرشحة المحتملة: ترزين، Cottonera، سليمة, & غودش |
| 2031  |    | يعلن لاحقا                    | إسبانيا            | المدن المرشحة المحتملة: Burgos, قصرش، غرناطة، شريش |
| 2032  |    | يعلن لاحقا                    | بلغاريا            | المدن المرشحة المحتملة: فيليكو ترنوفو |
| 2032  |    | يعلن لاحقا                    | الدنمارك           | المدن المرشحة المحتملة: Næstved |
| 2033  | 1  | يعلن لاحقا                    | هولندا             | المدن المرشحة المحتملة: أنسخديه |
| 2033  | 2  | يعلن لاحقا                    | إيطاليا            | المدينة المرشحة المحتملة: تورينو |
| 2033  | 32 | ستحدد لاحقا                   | ستحدد لاحقا        | |

1 كان من المقرر أن تكون عاصمة الثقافة الأوروبية في عام 2023 هي إحدى مدن المملكة المتحدة.ونظرًا لقرارها الإنسحاب من الاتحاد الأوروبي في عام 2016، لم تعد مدن المملكة المتحدة مؤهلة للاحتفاظ باللقب بعد عام 2019. أكد مكتب المفوضية الأوروبية في اسكتلندا أن هذا سيكون هو الحال في 23 نوفمبر 2017، أي قبل أسبوع واحد فقط من إعلان المملكة المتحدة عن المدينة التي سيتم طرحها. كانت المدن المرشحة هي دندي، ليدز، ميلتون كينز، نوتنغهام ومدن أخرى من مدن إيرلندا الشمالية وهي بلفاست وديري وسترابان. تسبب هذا في غضب فرق العطاءات في المدينة المرشحة في المملكة المتحدة بسبب المبلغ المالي الذي أنفقوه في إعداد المدينة للترشيح.
2 يسمح إطار العمل الجديد للمدن في البلدان المرشحة (ألبانيا والجبل الأسود ومقدونيا الشمالية وصربيا وتركيا) أو المرشحين المحتملين لعضوية الاتحاد الأوروبي (البوسنة والهرسك وكوسوفو) أو الدول الأعضاء في رابطة التجارة الحرة الأوروبية (آيسلندا وليختنشتاين والنرويج وسويسرا) بالحصول على اللقب كل ثلاثة أعوام اعتبارًا من عام 2021. وسيتم اختيار المدينة من خلال مسابقة مفتوحة، مما يعني أن مدنًا من مختلف البلدان قد تتنافس مع بعضها البعض.